# Catedral de Goa
La catedral de Santa Catalina de Goa es una catedral dedicada a santa Catalina de Alejandría, situada en la vieja Goa. Forma parte del conjunto que pertenece al Patrimonio de la Humanidad de Iglesias y conventos de Goa y es la sede del patriarcado de las Indias Orientales y de la arquidiócesis de Goa y Damán. Es una grandiosa construcción portuguesa que revela un deseo de impresionar con «la riqueza, el poder y la fama de los portugueses que dominaban los mares desde el Atlántico hasta el Pacífico». Está considerada la iglesia más grande construida por los portugueses en el mundo.

## Historia
La catedral fue construida para conmemorar la victoria portuguesa de Afonso de Albuquerque sobre el ejército musulmán, capturando la ciudad de Goa en 1510, que se convirtió en la capital del estado de la India portuguesa. Como la victoria fue el 25 de noviembre, día dedicado a Santa Catalina de Alejandría, la obra fue dedicada a ella.  
Fue encargada por el gobernador Jorge Cabral en 1552 y se realizó sobre las ruinas de una estructura anterior. La actual construcción comenzó en 1562 bajo el reinado del rey Sebastián de Portugal. La catedral se concluyó en 1619 y fue consagrada en 1640. 
Originalmente, tenía dos torres, pero en 1776 una de ellas se derrumbó, y no ha sido reconstruida.

## Interior

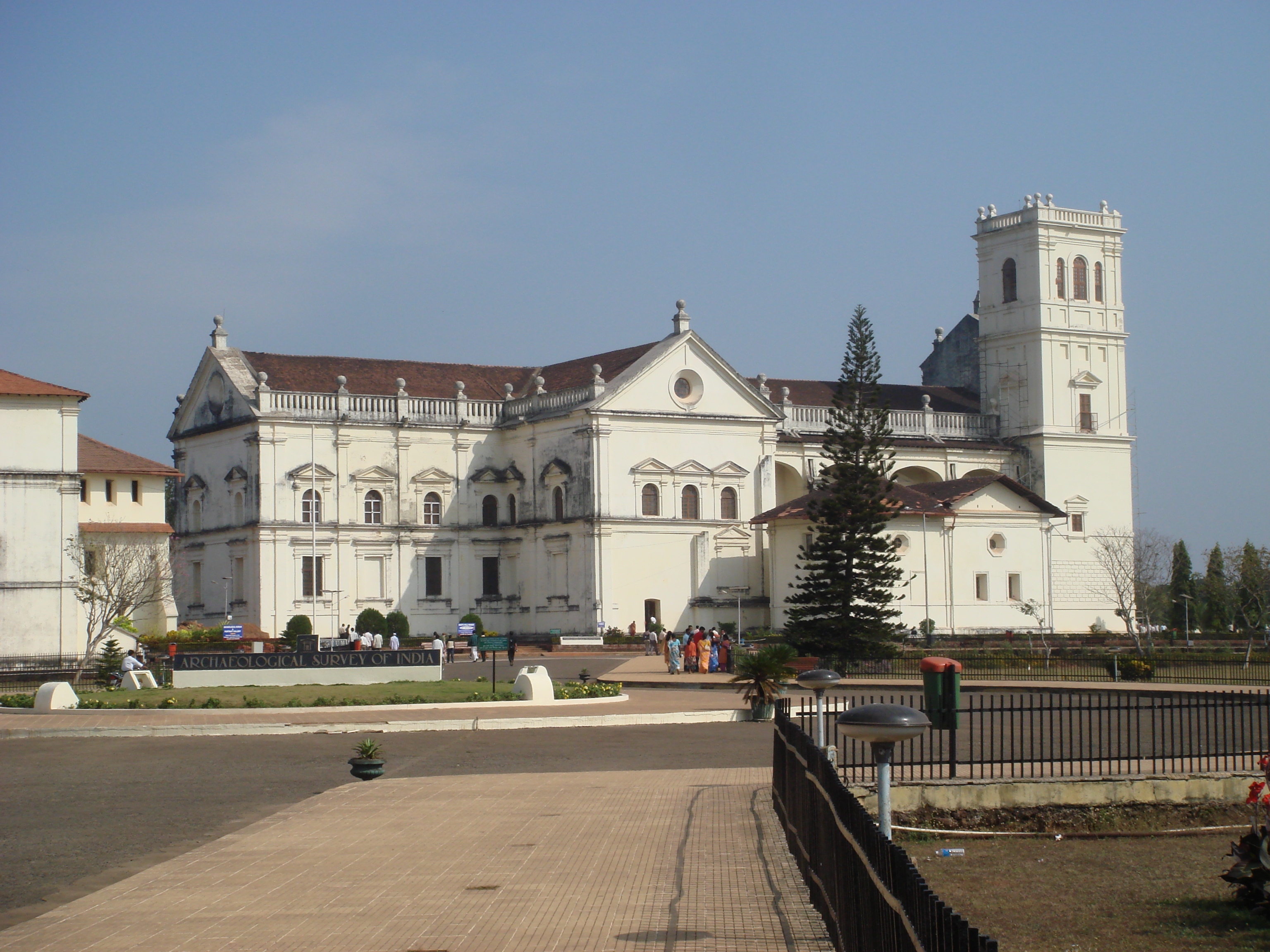
Vista general de la Catedral de Santa Catalina de Goa.

La torre de la catedral alberga una gran campana conocida como la  «Campana de Oro» debido a su nítido y bello tono. Se dice que es la más grande en Goa y una de las mejores en el mundo. El altar principal está dedicado a Catalina de Alejandría, y hay varios pinturas antiguas a ambos lados del mismo. A la derecha hay una capilla de la «Cruz de los Milagros», donde se dice que se produjo una visión de Cristo en 1919. Se encuentran seis grandes paneles, con escenas esculpidas de la vida de Santa Catalina y un gran retablo dorado detrás el altar mayor. 
La catedral también alberga una pila bautismal hecha en 1532, que fue utilizada por San Francisco Javier, el santo patrón de Goa, para bautizar a muchos conversos.

## Arquitectura
El estilo arquitectónico de la catedral es manierista, muy común en esa época en las localidades portuguesas. En el exterior presenta un orden toscano y en el interior corintio. La nave, única, tiene 76 metros de largo, 55 metros de altura y 35 metros de luz.